# Esgrima nos Jogos Pan-Americanos de 2003
As competições de esgrima nos Jogos Pan-Americanos de 2003 foram realizadas em Santo Domingo, República Dominicana. Esta foi a décima quarta edição do esporte nos Jogos Pan-Americanos.

## Masculino
| Evento                       | Ouro                                                                          | Prata                                                                              | Bronze                                                                         |        |        |        |
| Espada                       | Espada                                                                        | Espada                                                                             | Espada                                                                         | Espada | Espada | Espada |
| ---------------------------- | ----------------------------------------------------------------------------- | ---------------------------------------------------------------------------------- | ------------------------------------------------------------------------------ | ------ | ------ | ------ |
| Espada individual detalhes   | Camilo Boris (CUB)                                                            | Silvio Fernández (VEN)                                                             | Víctor Bernier (PUR) Paris Inostroza] (CHI)                                    |        |        |        |
| Espada por equipes detalhes  | Cuba · Camilo Boris · Andrés Carrillo · Nelson Loyola · Raúl Perojo           | Venezuela · Rubén Limardo · Silvio Fernández · Enrique da Silva · Luymar Hernández | Porto Rico · Víctor Bernier · David Bernier · Jonathan Peña · Marcos Peña      |        |        |        |
| Florete                      |                                                                               |                                                                                    |                                                                                |        |        |        |
| Florete individual detalhes  | Dan Kellner (USA)                                                             | Jonathan Tiomkin (USA)                                                             | Raúl Perojo (CUB) Reinier Suárez] (CUB)                                        |        |        |        |
| Florete por equipes detalhes | Estados Unidos · Jed Dupree · Dan Kellner · Jonathan Tiomkin · Soren Thompson | Cuba · Raúl Perojo · Reinier Suárez · Abraham O'Reilly · Nelson Loyola             | Venezuela · Enrique da Silva · Jonner Pérez · Carlos Pineda · Carlos Rodríguez |        |        |        |
| Sabre                        |                                                                               |                                                                                    |                                                                                |        |        |        |
| Sabre individual detalhes    | Ivan Lee (USA)                                                                | Carlos Bravo (VEN)                                                                 | Michel Boulos (CAN) Jason Rogers] (USA)                                        |        |        |        |
| Sabre por equipes detalhes   | Estados Unidos · Weston Kelsey · Ivan Lee · Jason Rogers · Adam Crompton      | Venezuela · Carlos Bravo · Eliécer Rincones · Charles Briceño · Juan Silva         | Cuba · Abel Caballero · Yunior Naranjo · Cándido Maya · Abraham O'Reilly       |        |        |        |

### Feminino
| Evento                      | Ouro                                                                | Prata                                                                            | Bronze                                                               |        |        |        |
| Espada                      | Espada                                                              | Espada                                                                           | Espada                                                               | Espada | Espada | Espada |
| --------------------------- | ------------------------------------------------------------------- | -------------------------------------------------------------------------------- | -------------------------------------------------------------------- | ------ | ------ | ------ |
| Espada individual detalhes  | Eimey Gómez (CUB)                                                   | Sherraine Schalm (CAN)                                                           | Endrina Álvarez (VEN) Jesika Jiménez] (PAN)                          |        |        |        |
| Espada por equipes detalhes | Cuba · Eimey Gómez · Zuleydis Ortíz · Misleydis Oña · Arianne Ribot | Estados Unidos · Kelley Hurley · Stephanie Eim · Elisabeth Spilman · Erinn Smart | Canadá · Sherraine Schalm · Catherine Dunnette · Marie Eve Pelletier |        |        |        |
| Florete                     |                                                                     |                                                                                  |                                                                      |        |        |        |
| Florete individual detalhes | Mariana González (VEN)                                              | Emily Cross (USA)                                                                | Arianne Ribot (CUB) Erinn Smart] (USA)                               |        |        |        |
| Sabre                       |                                                                     |                                                                                  |                                                                      |        |        |        |
| Florete individual detalhes | Sada Jacobson (USA)                                                 | Alejandra Benítez (VEN)                                                          | Ana Fáez (CUB) Emily Jacobson] (USA)                                 |        |        |        |

## Quadro de medalhas
| Ordem | País               | Medalha de ouro | Medalha de prata | Medalha de bronze |    |
| ----- | ------------------ | --------------- | ---------------- | ----------------- | -- |
| 1     | USA Estados Unidos | 5               | 3                | 3                 | 11 |
| 2     | CUB Cuba           | 4               | 1                | 5                 | 10 |
| 3     | VEN Venezuela      | 1               | 5                | 2                 | 8  |
| 4     | CAN Canadá         |                 | 1                | 2                 | 3  |
| 5     | PUR Porto Rico     |                 |                  | 2                 | 2  |
| 6     | CHI Chile          |                 |                  | 1                 | 1  |
|       | PAN Panamá         |                 |                  | 1                 | 1  |
| TOTAL | TOTAL              | 10              | 10               | 16                | 36 |

## Ligação externa
- http://www.columbia.edu/cu/pafc/Pan_American_Games_Results.htm - Resultados da Esgrima nos Jogos Pan-Americanos de 1951 e 1999